# Endiandra formicaria
Endiandra formicaria är en lagerväxtart som beskrevs av André Joseph Guillaume Henri Kostermans. Endiandra formicaria ingår i släktet Endiandra och familjen lagerväxter. Inga underarter finns listade i Catalogue of Life.